# Ville Friman
Ville Friman (Kristinestad, 30 aprile 1980) è un musicista finlandese.
È uno dei fondatori, compositore principale e chitarrista del gruppo melodic death metal Insomnium . Sebbene sia la sua band principale, suona anche la chitarra per la band dark/thrash/black-metal Arrival e il basso per il progetto melodeath Enter My Silence. Friman ha conseguito un dottorato di ricerca in ecologia evolutiva presso l'Università di Helsinki ed è ricercatore associato presso l'Università di York, nel Regno Unito.